# Samnanger
Samnanger és un municipi situat al comtat de Vestland, Noruega. Té 2.443 habitants (2016) i la seva superfície és de 269,07 km². El centre administratiu del municipi és el poble de Tysse.